# Gallina Caponata

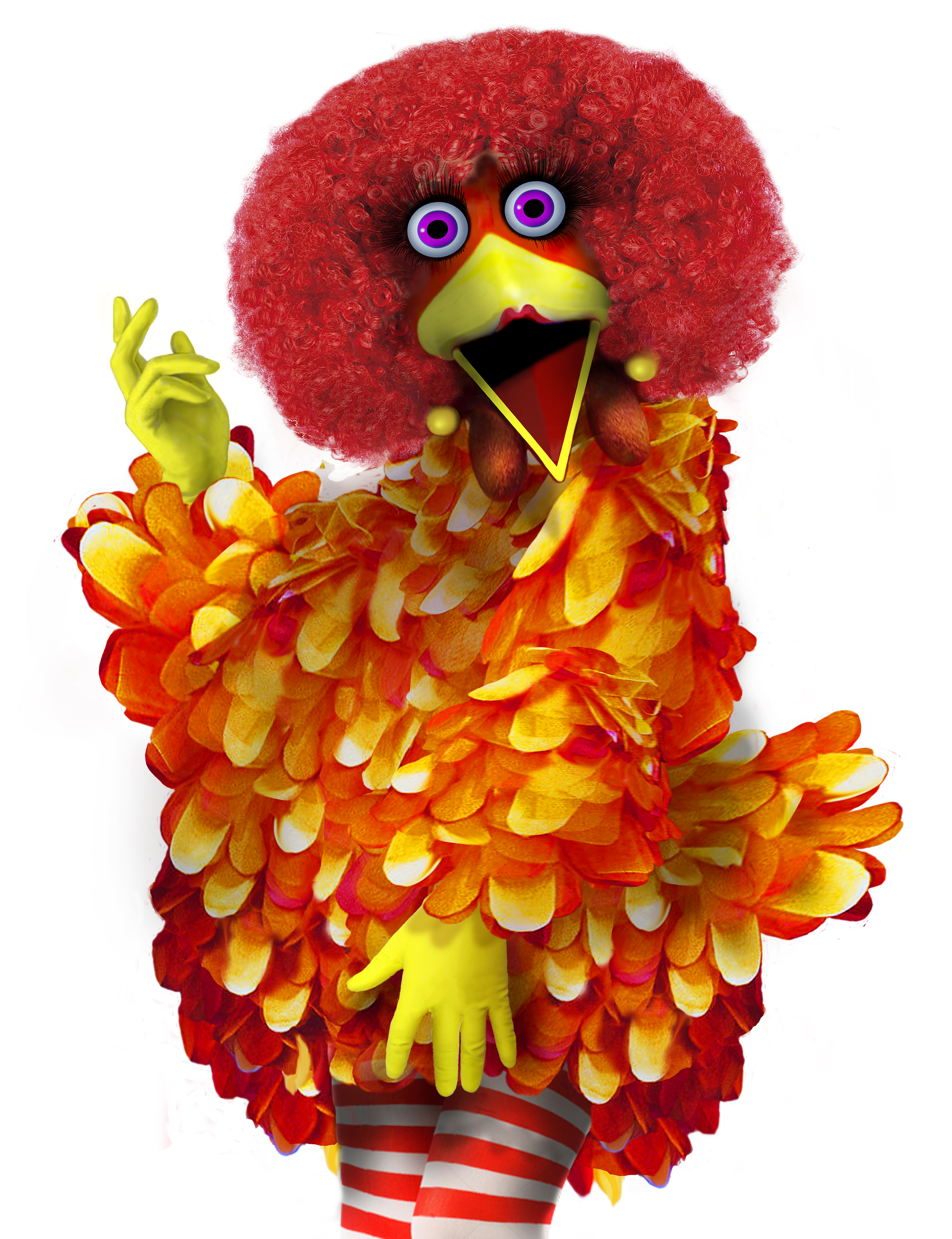
Versió digital de la Gallina Caponata.

La Gallina Caponata és un personatge de ficció interpretat per Emma Cohen que va aparèixer en la versió espanyola de Barri Sèsam durant els anys 1979 i 1980, i entre 1981 i 1983 a La cometa blanca.
Era la versió espanyola del Big Bird, de qui agafa els principals trets físics (té característiques d'au però no pas de gallina malgrat el seu nom). Es presenta com un ocell femella alt i de color rosa i amb el seu caràcter maternal destaca la importància d'aprendre coses noves, encoratjant el públic infantil a apropar-se a la cultura. El seu personatge antagònic és el cargol Perezgil.
Caponata, de color rosa, és un personatge diferent del Big Bird americà, de color groc, encara que sovint són confosos.